# Ervina Dragman
Ervina Dragman (Zagreb, 8. prosinca 1908. – Zagreb, 1. kolovoza 1990.) je hrvatska kazališna, televizijska i filmska glumica.

## Filmografija

### Filmske uloge
- "Ujakov san" (1959.)
- "Deveti krug" kao Ivina majka (1960.)
- "Pustolov pred vratima" kao kućna pomoćnica Liza (1961.)
- "Povratak Don Zuana" (1961.)
- "Crne i bijele košulje" (1963.)
- "Bezimena" (1963.)
- "Slijepi kolosijek" (1964.)
- "Doktor Knock" (1964.)
- "Mećava" (1964.)
- "Dva bijela kruha" (1964.)
- "Figarova ženidba" (1965.)
- "Plemićko gnijezdo" (1965.)
- "Pedeseti rođendan" (1966.)
- "Zagrebački koktel" (1966.)
- "Četvrti suputnik" kao Olgina majka (1967.)
- "Djeca iz susjedstva" (1968.)
- "A u pozadini more" (1969.)
- "Zlostavljanje" (1970.)
- "Klara Dombrovska" kao Paula (1976.)
- "Slučaj maturanta Wagnera" (1976.)
- "Bijeli jorgovan" (1977.)
- "Dekreti" (1980.)
- "Visoki napon" kao majka inženjera Jurčeca (1981.)
- "U pozadini" kao barunica Ledinski (1984.)
- "Glembajevi" kao stara Barboczyjeva (1988.)

### Televizijske uloge
- "Dnevnik Očenašeka" kao krojačica (1969.)
- "Ljubav na bračni način" (1970.)
- "Zlatni mladić" kao Rezika Smuđ (1970.)
- "Diogenes" kao barunica Margareta Klefeld (1971.)

## Vanjske poveznice
- Ervina Dragman u internetskoj bazi filmova IMDb-u (engl.)